# Моссел-Бей
Моссел-Бей (афр. Mosselbaai, англ. Mossel Bay) — місто-курорт в районі Еден, Західна Капська провінція, ПАР. Чисельність населення становить близько 150 000 чоловік.

## Географія
Моссел-Бей розташований за 400 кілометрів від Кейптауна.

### Клімат
Місто знаходиться у зоні, котра характеризується морським кліматом. Найтепліший місяць — січень із середньою температурою 20.8 °C (69.4 °F). Найхолодніший місяць — липень, із середньою температурою 13.3 °С (55.9 °F).
| Клімат Моссел-Бея       | Клімат Моссел-Бея | Клімат Моссел-Бея | Клімат Моссел-Бея | Клімат Моссел-Бея | Клімат Моссел-Бея | Клімат Моссел-Бея | Клімат Моссел-Бея | Клімат Моссел-Бея | Клімат Моссел-Бея | Клімат Моссел-Бея | Клімат Моссел-Бея | Клімат Моссел-Бея | Клімат Моссел-Бея |
| Показник                | Січ.              | Лют.              | Бер.              | Квіт.             | Трав.             | Черв.             | Лип.              | Серп.             | Вер.              | Жовт.             | Лист.             | Груд.             | Рік               |
| Середній максимум, °C   | 25,3              | 25,1              | 24,1              | 22,6              | 20,7              | 19,1              | 18,4              | 18,5              | 19,4              | 20,5              | 22,3              | 24,1              | 21,7              |
| Середня температура, °C | 20,8              | 20,6              | 19,7              | 18                | 15,8              | 14,1              | 13,3              | 13,5              | 14,6              | 16                | 17,9              | 19,6              | 17                |
| Середній мінімум, °C    | 16,2              | 16,1              | 15,3              | 13,3              | 10,8              | 9                 | 8,1               | 8,5               | 9,8               | 11,4              | 13,4              | 15                | 12,2              |
| ----------------------- | ----------------- | ----------------- | ----------------- | ----------------- | ----------------- | ----------------- | ----------------- | ----------------- | ----------------- | ----------------- | ----------------- | ----------------- | ----------------- |
| Джерело: Weatherbase    |                   |                   |                   |                   |                   |                   |                   |                   |                   |                   |                   |                   |                   |

## Історія
Сьогодні Моссел-Бей переважно відоме як місце, де європейці вперше висадилися на південноафриканській землі. Проте, як виявили місцеві археологічні знахідки, історія людства в районі Моссел-Бей може налічувати більше, ніж 164 тисячі років.

### Візит Бартоломеу Діаша в 1488р.
Сучасна історія Моссел-Бей розпочалася 3 лютого 1488 р., коли португальський дослідник Бартоломеу Діаш висадився зі своїми людьми в місці, де зараз знаходиться музейний комплекс Діаш. Тут вони знайшли джерело, з якого поповнювали запаси прісної води. Діаш, що був відправлений на пошук морського шляху до Індії португальським королем Жуаном II обійшов по великій дузі в морі мис Доброї Надії і повернувшись на північ до материка, вперше висадився у затоці Моссел-Бей, яку він  назвав Затокою пастухів (порт. -  Angra dos Vaqueiros) через те, що побачив тут на березі місцевих пастухів з їх худобою. Згодом, на зворотному шляху Діаш відкрив і Мис Доброї Надії, який він назвав Мис Штормів (порт.- Cabo das Tormentas), хоча пізніше португальський король Жуан II змінив цю назву на Cabo da Boa Esperança (з португальської - Мис Доброї Надії).
Першу висадку європейців Діаша на узбережжя Моссел-Бей довелось поспіхом завершити, коли місцеві жителі прогнали його команду градом каменів.

### Візит Васко да Гами в 1497р.
Наступного разу європейці з'явились в затоці через 11 років — коли португальська флотилія на чолі з Васко да Гама на своєму шляху до Індії зупинилась в цьому місці 22 листопада 1497 року. На той час затока вже була позначена на картах як Водопій Св. Блеза (порт.Aguada de São Brás), можливо через те, що свято цього святого якого відзначається саме 3 лютого, в день відкриття цього місця європейцями.
Да Гама успішно виміняв у місцевих жителів худобу, що зазвичай вважається першою комерційною оборудкою між європейцями та корінним населенням Південної Африки. Португальці також встановили тут падран (кам'яний стовп з гербом португальського королівства), який, проте, був знищений тубільцями невдовзі після відплиття флотилії.

## Галерея

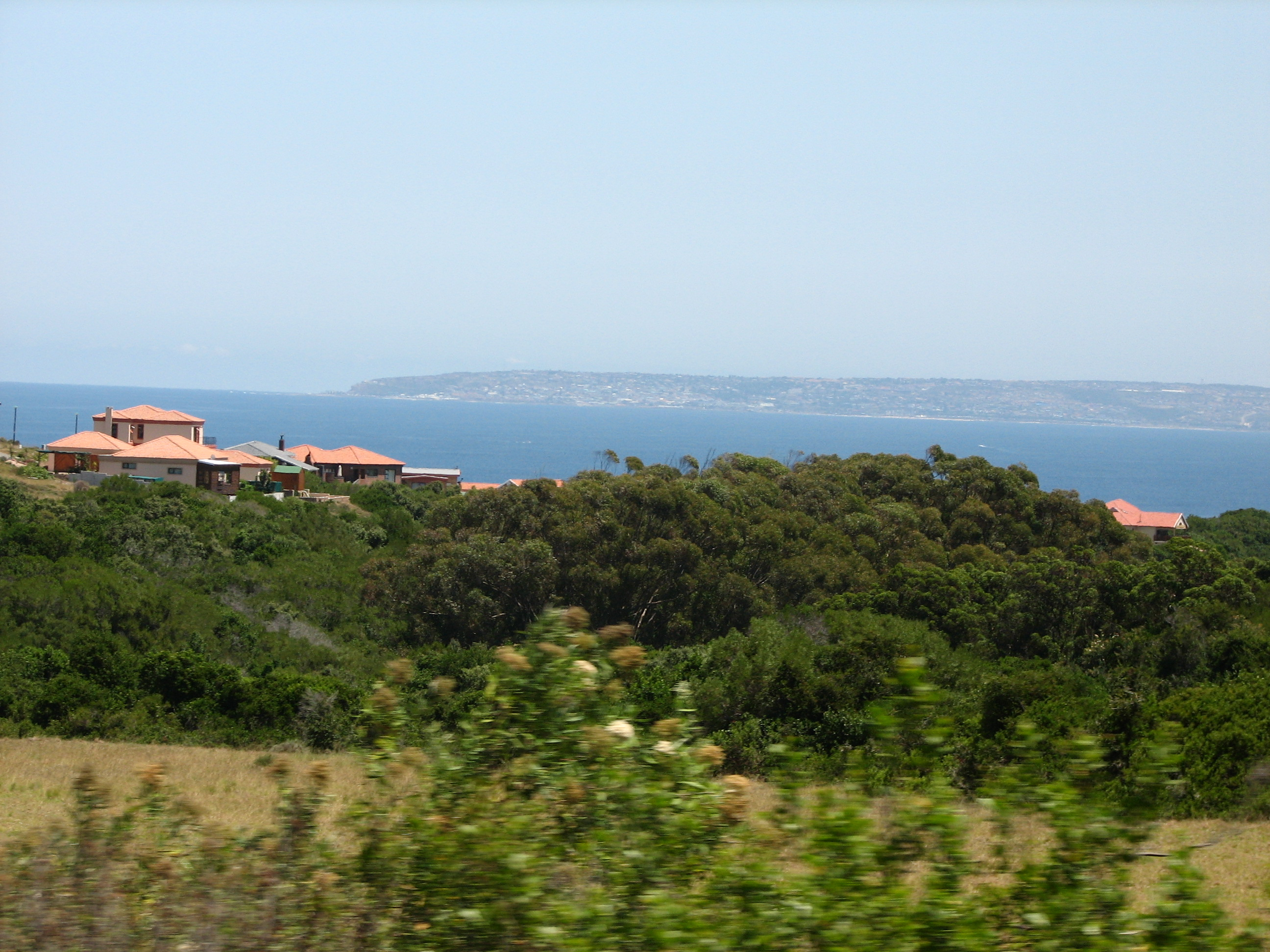
Вид на Моссел Бей
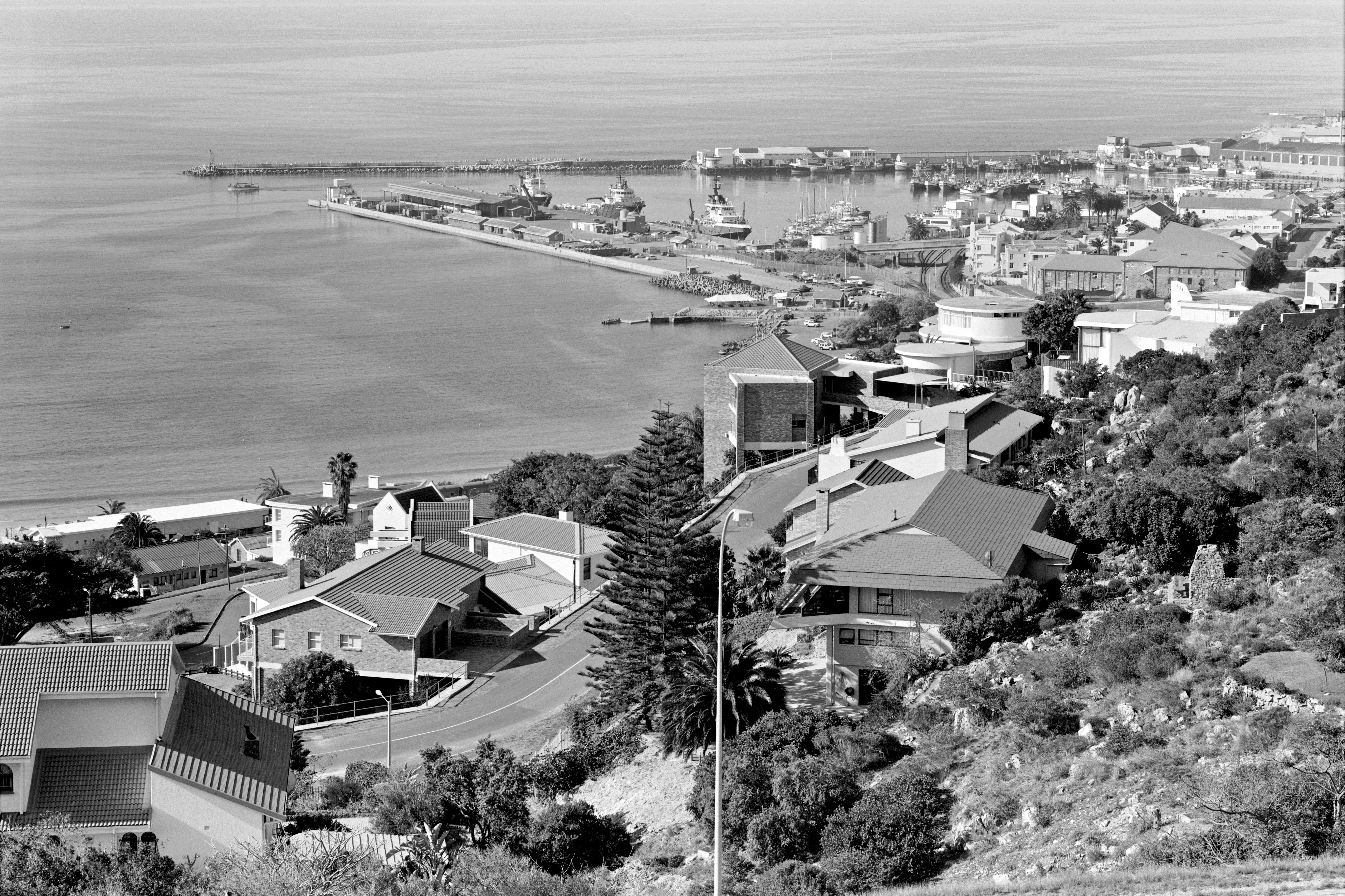
Вид згори на Моссел Бей